# Tim Guers
Timothy John Guers, detto Tim (Langhorne, 7 luglio 1996), è un cestista statunitense.